# NGC 3759
NGC 3759 is een lensvormig sterrenstelsel in het sterrenbeeld Grote Beer. Het hemelobject werd op 19 augustus 1866 ontdekt door de Duits-Deense astronoom Heinrich Louis d'Arrest. Het ligt in de buurt van NGC 3759A.

## In de kom van deGrote steelpan
De stelsels NGC 3759 en NGC 3759A bevinden zich, vanaf de aarde gezien, in de rechthoek gevormd door de sterren Dubhe, Merak, Phad, en Megrez, die de kom van het gemakkelijk herkenbare asterisme Grote steelpan (Big dipper) vormen.

## Synoniemen
- UGC 6581
- MCG 9-19-136
- ZWG 268.64
- PGC 35945